# 718

## Evenimente

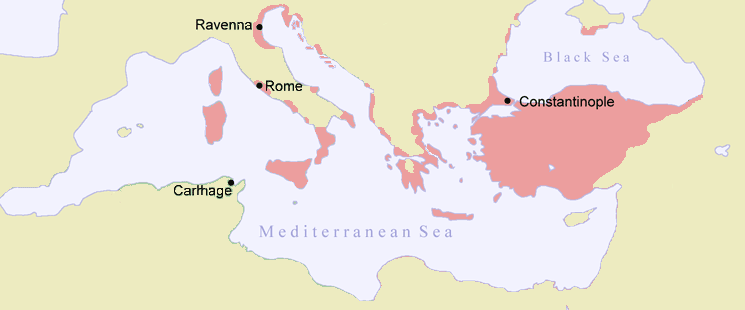
Imperiul Bizantin în anii 717 - 718

- Al Doilea Asediu Arab al Constantinopolului se încheie cu victorie bizantină, arabii se retrag

## Nașteri
- Constantin al V-lea, împărat bizantin din 741 (d. 775)

## Decese
- Anastasiu al II-lea (Anastasios Artemios), împărat bizantin (713- 715), (n. ?)